# Ópályi
Ópályi är en ort i Ungern.   Den ligger i provinsen Szabolcs-Szatmár-Bereg, i den nordöstra delen av landet, 250 km öster om huvudstaden Budapest. Ópályi ligger 118 meter över havet och antalet invånare är 3 035.
Terrängen runt Ópályi är platt, och sluttar österut. Runt Ópályi är det ganska tätbefolkat, med 207 invånare per kvadratkilometer. Närmaste större samhälle är Mátészalka, 4,7 km söder om Ópályi. Trakten runt Ópályi består till största delen av jordbruksmark.